# Neil Jenkins (Rugbyspieler)
Neil Jenkins MBE (* 8. Juli 1971 in Church Village) ist ein ehemaliger walisischer Rugby-Union-Spieler, der auf der Position des Verbinders für die walisische Nationalmannschaft, die British and Irish Lions sowie für mehrere Vereine aus Wales spielte. Er hielt bis zum 8. März 2008 den Rekord für die meisten Punkte (1090), die je ein Spieler bei international anerkannten Länderspielen erzielt hat, bis ihn Jonny Wilkinson überholen konnte. Momentan fungiert er als Assistenztrainer des Nationaltrainers Warren Gatland.

## Biografie
Jenkins spielte bereits mit 19 Jahren für die Nationalmannschaft und aufgrund seines starken Kickspiels konnte er sich als Teil des walisischen Kaders etablieren. Zum Beginn seiner Karriere wurde er trotz der zahlreichen Punkte, die er erzielte, immer wieder kritisiert, da er andere Elemente des Spiels vernachlässigte. Im Laufe der Zeit arbeitete er aber an seinem Lauf- und Passspiel, so dass er auch in diesen Bereichen zur internationalen Spitze gehörte.
Jenkins nahm 1997 an der Südafrika-Tour der Lions teil und wurde in allen drei Testspielen auf der Position des Schlussmanns eingesetzt. Die Lions konnten sich am Ende mit zwei Siegen und einer Niederlage insgesamt gegen die Südafrikaner durchsetzen. Auch 2001 gehörte er zum Kader, verletzt sich allerdings im Vorfeld der Australien-Tour. Im zweiten Spiel gegen Australien wurde er jedoch für einen Kurzeinsatz eingewechselt.
In der Saison 2003/04 schaffte er es, 44 erfolgreiche Kicks hintereinander zu erzielen. Diese Leistung ist bis heute ein Weltrekord. Dies war zugleich seine letzte Saison als aktiver Sportler. Nachdem er nicht für den Kader zur Weltmeisterschaft 2003 nominiert wurde, gab er sein Karriereende zum Ende der Saison bekannt.
Jenkins hat für Wales 1049 Punkte erzielt und ist damit der Spieler mit den meisten erzielten Punkten für die walisische Nationalmannschaft. Er ist einer der bekanntesten und respektiertesten Sportler seines Landes und gilt, obwohl er nicht mehr den Weltrekord für die meisten Punkte hält, als der beste Kicker in der Rugbygeschichte.
Im Oktober 2000 wurde ihm der Orden Member of the British Empire für seine Leistungen für den Rugbysport verliehen. Nach der Übergabe im Buckingham Palace flog er sofort nach Cardiff zurück, um dort für die Blues 20 Punkte beim 24:14 über die Saracens zu erzielen.